# Christine Ohuruogu
Christine Ohuruogu (ur. 17 maja 1984 w Londynie) – brytyjska lekkoatletka, sprinterka pochodzenia nigeryjskiego, złota medalistka igrzysk olimpijskich, dwukrotna mistrzyni świata. Stawała na najwyższym stopniu podium halowych mistrzostw świata oraz halowego czempionatu Europy. Wielokrotnie zdobywała medale mistrzostw Wielkiej Brytanii. W 2017 roku po dyskwalifikacji sztafety rosyjskiej przyznano sztafecie brytyjskiej, w której skład wchodziła również Ohuruogu brązowy medal mistrzostw świata z Berlina, oraz mistrzostw świata z Daegu.
Jej młodszą siostrą jest Victoria Ohuruogu.

## Sukcesy

### Igrzyska olimpijskie
| Miejsce | Dzień       | Rok  | Miejscowość    | Konkurencja        | Czas biegu  | Strata   | Zwycięzca                |
| ------- | ----------- | ---- | -------------- | ------------------ | ----------- | -------- | ------------------------ |
| 10.     | 22 sierpnia | 2004 | Ateny          | bieg na 400 m      | 51,00 s     | -        | Tonique Williams-Darling |
| 4.      | 28 sierpnia | 2004 | Ateny          | sztafeta 4 x 400 m | 3:25,12 min | + 6,11 s | Stany Zjednoczone        |
| 1.      | 19 sierpnia | 2008 | Pekin          | bieg na 400 m      | 49,62 s     | -        | -                        |
| 3.      | 23 sierpnia | 2008 | Pekin          | sztafeta 4 x 400 m | 3:22,68 min | + 4,14 s | Stany Zjednoczone        |
| 2.      | 5 sierpnia  | 2012 | Londyn         | bieg na 400 m      | 49,70 s     | + 0,15 s | Sanya Richards-Ross      |
| 4.      | 11 sierpnia | 2012 | Londyn         | sztafeta 4 x 400 m | 3:24,76 min | + 7,89 s | Stany Zjednoczone        |
| 13.     | 14 sierpnia | 2016 | Rio de Janeiro | bieg na 400 m      | 51,22 s     | -        | Shaunae Miller           |
| 3.      | 20 sierpnia | 2016 | Rio de Janeiro | sztafeta 4 x 400 m | 3:25,88 min | + 6,82 s | Stany Zjednoczone        |

### Mistrzostwa świata
| Miejsce | Dzień       | Rok  | Miejscowość | Konkurencja        | Czas biegu  | Strata   | Zwycięzca                |
| ------- | ----------- | ---- | ----------- | ------------------ | ----------- | -------- | ------------------------ |
| 13.     | 8 sierpnia  | 2005 | Helsinki    | bieg na 400 m      | 51,43 s     | -        | Tonique Williams-Darling |
| 3.      | 14 sierpnia | 2005 | Helsinki    | Sztafeta 4 x 400 m | 3:24,44 min | + 3,49 s | Rosja                    |
| 1.      | 29 sierpnia | 2007 | Osaka       | bieg na 400 m      | 49,61 s     | -        | -                        |
| 3.      | 2 września  | 2007 | Osaka       | Sztafeta 4 x 400 m | 3:20,04 min | + 1,49 s | Stany Zjednoczone        |
| 5.      | 18 sierpnia | 2009 | Berlin      | bieg na 400 m      | 50,21 s     | + 1,21 s | Sanya Richards-Ross      |
| 3.      | 23 sierpnia | 2009 | Berlin      | Sztafeta 4 x 400 m | 3:25,16 min | + 7,33 s | Stany Zjednoczone        |
| 3.      | 3 września  | 2011 | Daegu       | Sztafeta 4 x 400 m | 3:23,63 min | + 5,54 s | Stany Zjednoczone        |
| 1.      | 12 sierpnia | 2013 | Moskwa      | bieg na 400 m      | 49,41 s     | -        | -                        |
| 2.      | 17 sierpnia | 2013 | Moskwa      | Sztafeta 4 x 400 m | 3:22,61 min | + 2,20 s | Stany Zjednoczone        |
| 8.      | 27 sierpnia | 2015 | Pekin       | bieg na 400 m      | 50,63 s     | + 1,37 s | Allyson Felix            |
| 3.      | 30 sierpnia | 2015 | Pekin       | Sztafeta 4 x 400 m | 3:23,62 min | + 4,49 s | Jamajka                  |

## Rekordy życiowe
- bieg na 100 metrów – 11,35 (2008)
- bieg na 150 metrów – 16,94 (2009)
- Bieg na 200 metrów – 22,85 (2009)
- Bieg na 400 metrów – 49,41 (2013) rekord Wielkiej Brytanii